# 聖彼得 (伊利諾伊州)
聖彼得（英語：St. Peter）是位於美國伊利諾伊州費耶特縣的一個村落。

## 地理
聖彼得的座標為38°52′03″N 88°51′07″W / 38.86750°N 88.85194°W，而該地最高點為海拔高度180米（即591英尺）。

## 人口
根據2010年美國人口普查的數據，聖彼得的面積為1.35平方千米，當中陸地面積為1.35平方千米，而水域面積為0.00平方千米。當地共有人口359人，而人口密度為每平方千米265人。